# Istrski partizanski odred
Istrski partizanski odred je bila slovenska partizanska enota med drugo svetovno vojno.
Odred je bil ustanovljen 5. oktobra 1943 in sprva podrejen 14. diviziji. Njegove naloge so bile novačenje, zbiranje orožja, streliva in druge opreme razpadle italijanske vojske, rušenje mostov in železniških prog ter boj z manjšimi sovražnikovimi enotami v zaledju Trsta in zahodnem delu Istre. Do konca novembra je imel že 3 bataljone, izmed katerih je bil 3. bataljon deloma sestavljen tudi iz italijanskih borcev. Glavni štab Narodnoosvobodilne vojske in partizanskih odredov Slovenije je odred 24. decembra podredil štabu 7. korpusa. 12. marca 1944 so nemške enote napadle 1. bataljon na Stari Sušici, padlo je 18. partizanov, nekaj več pa so jih zajeli. Od pomladi 1944 dalje je odred uspešno napadel več manjših sovražnikovih postojank in poslal v štab korpusa ali zadržal zase okoli 3.000 novih borcev. Štab 7. korpusa je odred večkrat preoblikoval. V pričakovanju, da se bo odred med prvimi srečal z britansko in ameriško vojsko, ki odredov nista priznavali za enote redne armade, so Istrski partizanski odred najprej preimenovali v 4. bataljon  9. brigade, 27. januarja 1945 pa je Glavni štab Narodnoosvobodilne vojske in partizanskih odredov odred podredil 9. korpusu in ga preimenoval v 4. bataljon Bazoviške brigade. Med sklepnimi boji za osvoboditev Jugoslavije je sodeloval v bojih  4. armade v Istri in tržaški okolici in 6. maja 1945 vkorakal v Trst; naslednjega dne so 4. bataljon ukinili, večino moštva pa vključili v 2. brigado 2. divizije KNOJ.  